# Eedgoed

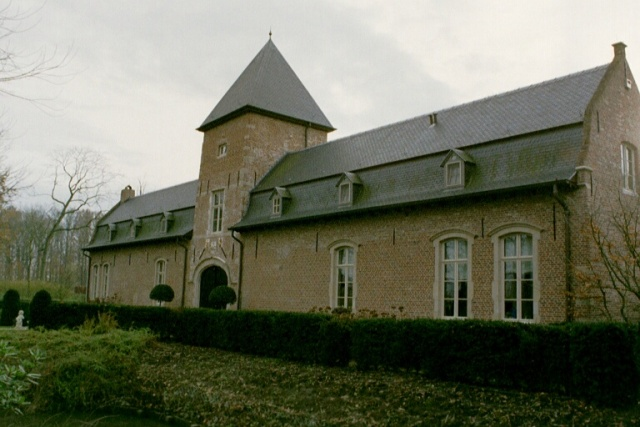
Eedgoed

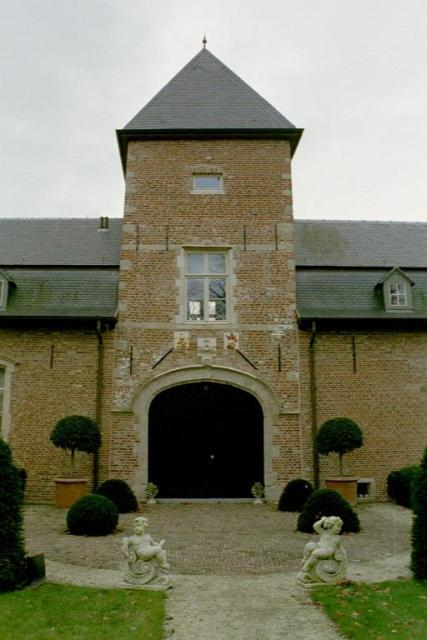
Poortgebouw

Het Eedgoed (ook: Eetgoed) is een hoeve in de tot de Oost-Vlaamse gemeente Wichelen behorende plaats Schellebelle, gelegen aan de Eetgoedstraat 1 nabij Serskamp.

## Geschiedenis
Het eedgoed bestond al in 1429 en was toen eigendom van de familie Van Massemen. Zeker van 1442-1801 was het goed eigendom van de familie Van Heetvelde. Het was een dubbel omgracht terrein met daarin een centraal woonhuis en daarvoor een hoeve, nog binnen de gracht gelegen. Op de Ferrariskaarten werd het goed aangeduid als Château Eetgoed. Het woonhuis werd omstreeks 1840 afgebroken en de kapel in 1880.
Het domein diende als maison de plaisance en ook latere families, zoals De Loose en de Kerchove de Denterghem gebruikten het (in de 19e eeuw) als buitenverblijf. In 1920 kwam de hoeve in bezit van de familie De Naeyer en dat bleef zo tot 1986, waarna het werd verkocht.

## Domein
Het dubbel omgracht domein omvat een langgerekt gebouw met in het midden een poortgebouw met toren. De poort is laatgotisch en stamt uit 1573. De zijvleugels werden in de 17e en 18e eeuw vernieuwd en in de 19e eeuw nog aangepast. De binnenruimten zijn geheel gewijzigd. De linkervleugel diende oorspronkelijk als koetshuis en paardenstal, in de rechtervleugel bevond zich het woonhuis.
Op een eilandje in de gracht bevindt zich een tuinpaviljoen dat gebouwd is boven een voormalige ijskelder. Voorts is er een bakhuis, van 1854.